# Khasha Zwan
Khasha Zwan   (Kandahar, segle XX - Kandahar, 23 de juliol de 2021) (també anomenat Fazal Mohammad o Nazar Mohammad) fou un conegut còmic i policia afganès, que saltà a la fama pels vídeos i espectacles públics on es burlava del Règim dels talibans i que penjava a la plataforma TikTok. No era una personalitat televisiva, però publicava rutinàriament a TikTok, i això l'havia fet conegut per fer bromes directes, i cançons divertides, en les que també es burlava de si mateix, o feia humor amb els temes que li proposaven els seus fans.
Khasha treballà un temps per la Policia Nacional afganesa, el que el convertí en un objectiu a abatre pels talibans. El 22 de juliol de 2021 durant la festa d'Aid el Adha, la gran festa musulmana del sacrifici, fou detingut per un grup d'homes a l'Afganistan. En un primer vídeo publicat a Internet, aparegué Khasha Zwan amb les mans lligades i assegut al seient de darrere d'un cotxe mentre era colpejat per dos suposats talibans, i el conduïen cap a un indret desconegut. A les imatges del cotxe es podia veure a Khasha fent bromes encara, mentre els seus segrestadors s'indignaven donant-li cops diverses vegades i bufetades a la cara, i finalment decidint matar-lo mentre mostren un fusell AK-47 i una metralladora de gran calibre.
En un vídeo posterior aparegut, es mostrà el seu cadàver sent vexat per un insurgent que s'hi diverteix mentre un altre home s'ho mirava. A Khasha l'havien arrossegat per a ser executat en un piló d'afusellament mentre aquest continuà sense aturar la burla contra els talibans, que l'executaren disparant-li diversos trets i degollant-lo. El cos de Khasha Zwan seria trobat penjat d'un arbre a la mateixa zona de Kandahar.
El règim talibà negà ser el responsable de la mort, però poc després acabà admetent la seva responsabilitat en l'execució, i que els homes que l'havien arrestat serien jutjats, però al·legant que el còmic, era membre de la policia nacional afganesa i havia estat implicat en la tortura i l'assassinat de talibans. El portaveu talibà Qari Yousef, digué que el còmic va ser assassinat a causa del seu treball a la policia local. Mentre que un altre portaveu Zabiullah Mujahid, va emetre un comunicat afirmant que Khasha havia intentat fugir, cosa que va provocar que els homes armats el matessin. Mujahid descartà la condició de còmic com a causant de l'execució, i insistí que fou perquè havia sigut agent de policia i responsable de moltes morts. Mujahid declarà que Zwan hauria d'haver estat detingut i portat davant d'un tribunal talibà, en lloc d'executar-lo directament.
| « | (anglès) He was not a comedian, he fought against us in several battles. He had tried to flee when we detained him, prompting our gunmen to kill him | (català) No era un comediant, va lluitar contra nosaltres en diverses batalles. Havia intentat fugir quan el vam detenir, cosa que va provocar que els nostres homes armats el matessin. | » |
| — Zabihullah Mujahid (portaveu oficial de l'Emirat Islàmic de l'Afganistan) en declaracions a Agence France-Presse el 29 de juliol de 2021 | | |   |

Diverses personalitats polítiques i socials de l'Afganistan condemnaren l'assassinat de Khasha Zwan. Entre les quals Hamid Karzai, president de l'Afganistan del 2004 fins a l'any 2014, que descrigué l'assassinat de Khasha com un acte contra els valors humans i els principis islàmics. Zabihullah Farhang, cap de la comissió de mitjans d'Afghan Independent Human Rights Commission (AIHRC), declarà que "l'assassinat de Khasha és un crim contra la humanitat i una violació de la dignitat humana". Ziaulhaq Amarkhil, assessor sènior de l'exiliat president afganès Ashraf Ghani i governador de la província de Nangarhar, va publicar a Facebook que "la bufetada a la cara de Khasha és una bufetada a la gent afganesa". Patricia Gossman, directora associada de Human Rights Watch a l'Àsia, declarà que "les forces talibanes executaren a Khasha Zwan per les seves bromes sobre els líders talibans" i que "el seu crim i d'altres recents abusos demostren la voluntat dels comandants talibans d'esclafar violentament fins i tot les més íntimes crítiques o objeccions al règim. Ziauddin Yousafzai, la filla del qual Malala Yousafzai va sobreviure després de ser disparada al cap per militants talibans al Pakistan el 2012, va retre-li homenatge a les xarxes socials.
Khasha Zwan deixaria una dona i diverses filles.